# Gaius Munatius Venustus
Gaius Munatius Venustus war ein im 2. Jahrhundert n. Chr. lebender Angehöriger des römischen Ritterstandes (Eques).
Durch eine Inschrift, die in Capidava gefunden wurde, ist belegt, dass Venustus Kommandeur (Praefectus) einer Cohors I Germanorum war. Er ließ die Inschrift auf einem Grabstein für seine Ehefrau Fabricia Saturnina errichten, die im Alter von 21 Jahren starb.
Durch eine weitere Inschrift, die in Lambaesis gefunden wurde, ist belegt, dass er danach als Tribunus in der Legio III Augusta diente. Er ließ die Inschrift auf einem Grabstein für seinen Sohn Lucius Munatius Macer errichten, der im Alter von 9 Jahren starb.

## Cohors I Germanorum
Es gab mehrere Einheiten mit dieser Bezeichnung (siehe Cohors I Germanorum). Welche Einheit Venustus kommandiert hat, geht aus der Inschrift nicht hervor. Florian Matei-Popescu, John Spaul und Yann Le Bohec ordnen Venustus aufgrund des Fundorts der Inschrift der Cohors I Germanorum (Moesia) zu, die in der Provinz Moesia inferior stationiert war.

## Datierung
Die Inschrift aus Capidava wird bei der Epigraphik-Datenbank Clauss-Slaby und bei der Epigraphischen Datenbank Heidelberg auf 131/170 datiert. Yann Le Bohec datiert den Dienst bei der Legio III Augusta auf das Ende des 2. bzw. den Anfang des 3. Jahrhunderts.